# الغواصة الألمانية يو-666
غواصة يو-666 غواصة يو بوت ألمانية من غواصة الفئة السابعة سي بنيت لسلاح بحرية ألمانيا النازية كريغسمارينه، في أحواض Howaldtswerke Hamburg[*] خلال الحرب العالمية الثانية.